# Awaji-Klasse
Die Awaji-Klasse ist eine Klasse von vier Hochseeminensuchbooten der Japanischen Maritimen Selbstverteidigungsstreitkräfte (JMSDF).

## Geschichte
Die Minensuchboote der Awaji-Klasse ersetzten die drei Boote der Yaeyama-Klasse, welche von 1993 bis 2017 in Dienst standen. Sie stellen dabei eine Weiterentwicklung von diesen dar, wobei der Hauptunterschied in der Verwendung von faserverstärktem Kunststoff für den Rumpf, an Stelle von Holz, liegt. Hierdurch konnte das Gewicht signifikant reduziert und die Lebensdauer verlängert werden.

## Einheiten
| Kennung | Name               | Bauwerft                      | Kiellegung       | Stapellauf        | Indienststellung | Bemerkungen (Heimathafen)       |
| ------- | ------------------ | ----------------------------- | ---------------- | ----------------- | ---------------- | ------------------------------- |
| MSO-304 | Awaji (あわじ)     | Japan Marine United, Yokohama | 27. Februar 2014 | 25. Oktober 2015  | 16. März 2017    | 1. Minenabwehrgruppe (Yokosuka) |
| MSO-305 | Hirado (ひらど)    | Japan Marine United, Yokohama | 10. April 2015   | 10. Februar 2017  | 16. März 2018    | 1. Minenabwehrgruppe (Yokosuka) |
| MSO-306 | Etajima (えたじま) | Japan Marine United, Yokohama | 22. Februar 2018 | 12. Dezember 2019 | 16. März 2021    | 3. Minenabwehrgruppe (Kure)     |
| MSO-307 | Nōmi (のうみ)      | Japan Marine United, Yokohama | 19. Mai 2021     | 24. Oktober 2023  | 12. März 2025    | 3. Minenabwehrgruppe (Kure)     |
| MSO-308 | 04MSO              | Japan Marine United, Yokohama | 20. Juli 2023    | 2026 (geplant)    |                  |                                 |
| MSO-309 | 06MSO              |                               |                  |                   |                  |                                 |

## Galerie

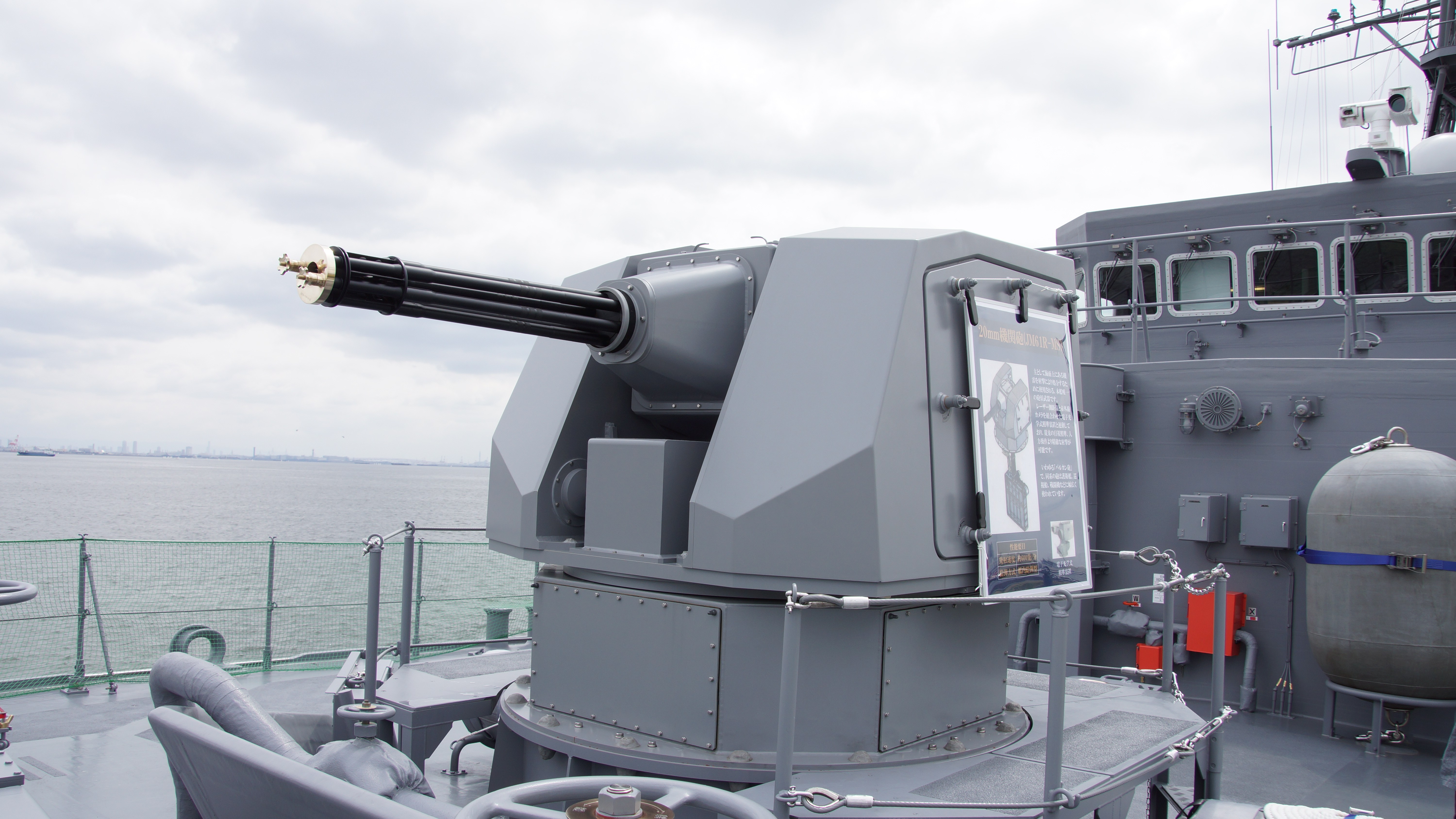
20-mm-Gatling-Geschütz (JM61R-MS)
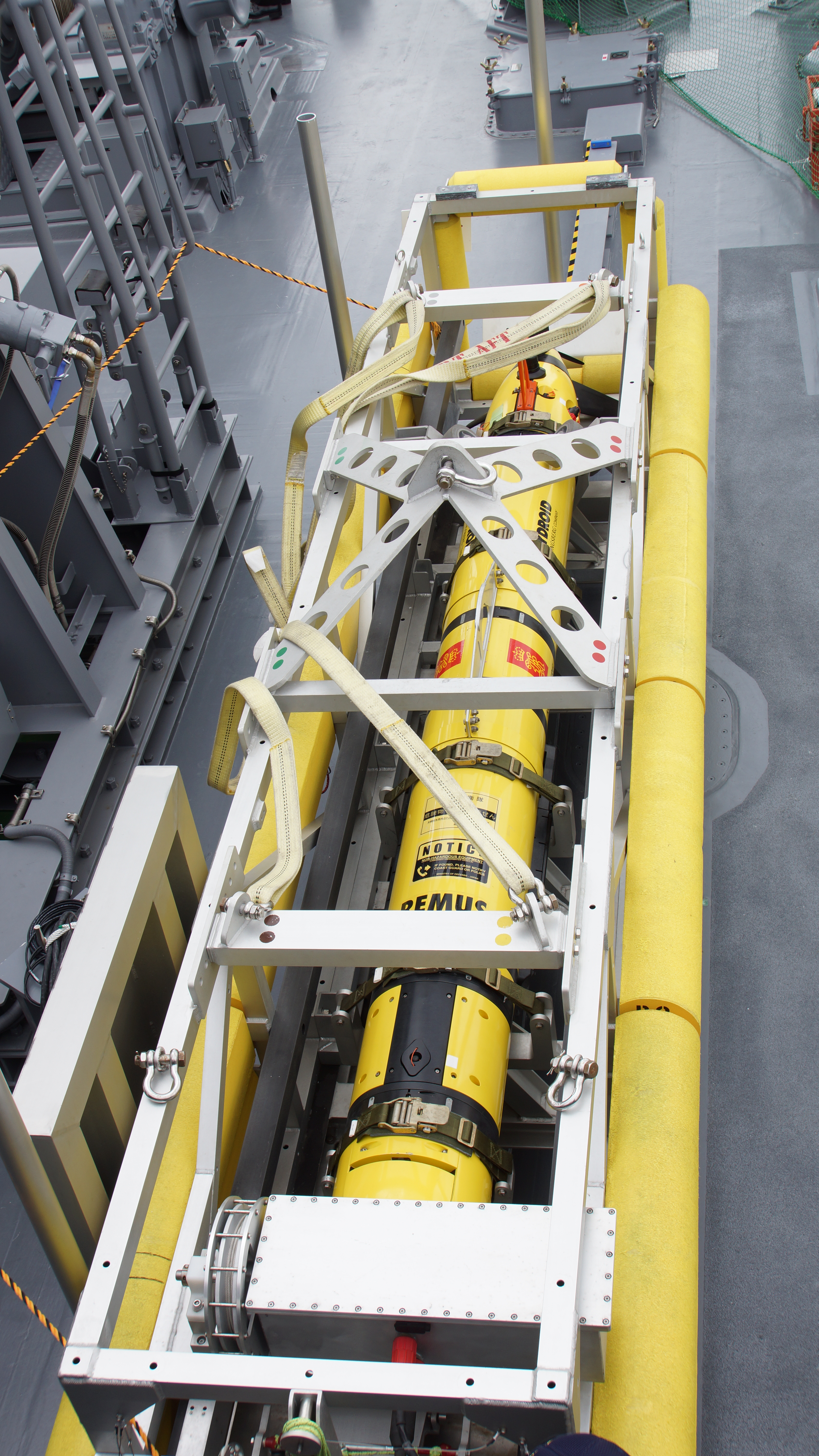
OZZ-2 (REMUS 600)-Minenjagddrohne
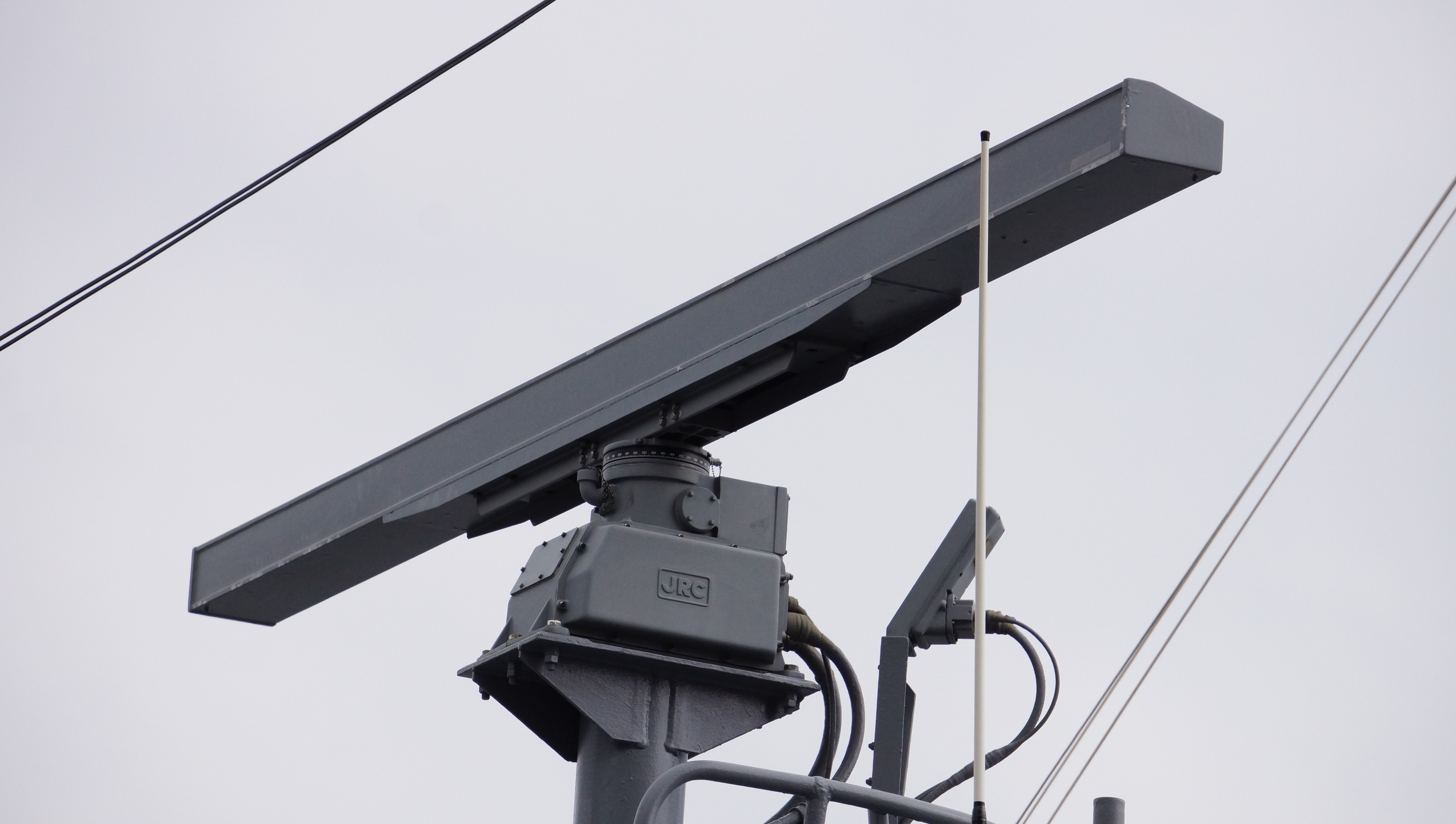
OPS-39-Radar